# Actia fracticornis
Actia fracticornis là một loài ruồi trong họ Tachinidae.